# Клепиковське сільське поселення
Кле́пиковське сільське поселення (рос. Клепиковское сельское поселение) — муніципальне утворення у складі Ішимського району Тюменської області, Росія.
Адміністративний центр — село Клепиково.

## Населення
Населення — 1763 особи (2020; 1821 у 2018, 1839 у 2010, 1955 у 2002).

## Склад
До складу поселення входять такі населені пункти:
| Населений пункт            | Населення, осіб (2002) | Населення, осіб (2010) |
| -------------------------- | ---------------------- | ---------------------- |
| Детський дом №29, селище   | 54                     | 36                     |
| Детський санаторій, селище | 102                    | 38                     |
| Дом отдиха, селище         | 226                    | 186                    |
| Клепиково, село            | 879                    | 856                    |
| Орловка, присілок          | 205                    | 168                    |
| Симонова, присілок         | 45                     | 63                     |
| Синицина, присілок         | 444                    | 492                    |